# Ardon (Ossètia del Nord - Alània)
Ardon (en osset: Æрыдон, en rus: Ардо́н) és un municipi del centre de la república caucàsica d'Ossètia del Nord - Alània, a la Federació Russa. Està situat a la vora dreta del riu Ardon, a 39 km al nord-est de la capital Vladikavkaz. El 2020 tenia 19.298 habitants. Ardon va ser fundada el 1824, rebent l'estatus de ciutat l'any 1964, quan es va convertir en un destacat nucli agroindustrial, amb una fàbrica de conserves i una per a processar cànem, entre d'altres. És el centre administratiu del raion d'Ardon i un important vincle de comunicacions a l'inici de l'eix ferroviari i rodat que porta a la ciutat d'Alagir.